# 190e division d'infanterie
La 190e division d'infanterie (en allemand : 190. Infanterie-Division ou 190. ID) est une des divisions d'infanterie de la Wehrmacht durant la Seconde Guerre mondiale.

## Historique
- 10 juin 1940 : La division est formée à Hambourg en Allemagne dans le Wehrkreis X, en tant que division de l'Armée de remplacement sous le nom de Ersatz-Division Hamburg. L'état-major provient du transfert de celui de la Division Nr. 160 laissant ses unités de réserve au Danemark
- 15 octobre 1940 : L'état-major de la division (Divisionsstab) s'installe à Neumünster, également dans le district militaire X
- 18 septembre 1944 : La division de 9 607 hommes, sous le nom de code "Alarm Küste" et en tant que Einsatz-Division Nr. 190 est déplacée sur les Pays-Bas pour être utilisée contre les troupes aéroportées alliés parachutées sur Arnhem. À ce moment, l'état-major a un effectif de 223 hommes et ses troupes d'approvisionnement (Versorgungstruppen) de 645 hommes
- 4 novembre 1944 : La division est renommée 190. Infanterie-Division. Elle est intégrée au sein de la 1. Fallschirm-Armee
- 13 avril 1945 : Elle est détruite dans la poche de la Ruhr.

## Organisation

### Commandants
| Date                                 | Grade           | Commandant          |
| ------------------------------------ | --------------- | ------------------- |
| 17 mai 1940 - 15 avril 1942          | Generalleutnant | Kurt Wolff          |
| 15 avril 1942 - 22 juin 1942         | Generalleutnant | Emil Markgraf       |
| 22 juin 1942 - 1er novembre 1942     | Generalleutnant | Justin von Obernitz |
| 1er novembre 1942 - 10 novembre 1942 | Generalmajor    | Albert Newiger      |
| 10 novembre 1942 - 13 avril 1945     | Generalleutnant | Ernst Hammer        |

### Officiers d'opérations (Generalstabsoffiziere (Ia))
| Date                                | Grade      | Commandant        |
| ----------------------------------- | ---------- | ----------------- |
| 30 septembre 1944 - 20 janvier 1945 | Major i.G. | Alfred Dürrwanger |
| 20 janvier 1945 - ? avril 1945      | Major i.G. | Helmut Räder      |

## Théâtres d'opérations
- Allemagne : mai 1940 - septembre 1944
- Pays-Bas : septembre 1944 - mars 1945
- Ouest de l'Allemagne : mars 1945 - avril 1945

## Ordres de bataille
Septembre 1944
- Grenadier-Regiment 1224
- Grenadier-Regiment 1225
- Grenadier-Regiment 1226
- Divisions-Füsilier-Bataillon 190
- Panzerjäger-Abteilung 1190
- Artillerie-Regiment 890
  - I. Abteilung
  - II. Abteilung
  - III. Abteilung
- Nachrichten-Abteilung 1190
- Pionier-Bataillon 1190
- Feldersatz-Bataillon 1190
- Versorgungstruppen 1190

Décembre 1943
- Grenadier-Ersatz-Regiment 30
- Grenadier-Ersatz-Regiment 520
- Artillerie-Ersatz-Regiment 225
- Pionier-Ersatz- und Ausbildungs-Bataillon 20
- Pionier-Ersatz- und Ausbildungs-Bataillon 30
- Fahr-Ersatz- und Ausbildungs-Abteilung 10
- Kraftfahr-Ersatz-Abteilung 10
- Kraftfahr-Ausbildungs-Abteilung 10
- Einsatz-Division Nr. 180
- Divisionsstab
- Grenadier-Ersatz-Regiment 30
- Grenadier-Ersatz-Regiment 520
- Artillerie-Ersatz- und Ausbildungs-Regiment 225
- Kommandeur der Panzertruppen X
- Panzerjäger-Ersatz- und Ausbildungs-Abteilung 20
- Pionier-Ersatz- und Ausbildungs-Bataillon 20
- Fahr-Ersatz- und Ausbildungs-Abteilung 10
- Kraftfahr-Ersatz-Abteilung 10
- Kraftfahr-Ausbildungs-Abteilung 10

Décembre 1941
- Infanterie-Ersatz-Regiment (mot) 20
- Infanterie-Ersatz-Regiment 30
- Infanterie-Ersatz-Regiment 225
- Artillerie-Ersatz-Regiment 20
- Panzerjäger-Ersatz-Abteilung 20
- Heeres-Flakartillerie-Ersatz-Abteilung 280
- Pionier-Ersatz-Bataillon 20
- Pionier-Ersatz-Bataillon 30
- Fahr-Ersatz-Abteilung 10
- Kraftfahr-Ersatz-Abteilung 10

Mars 1940
- Infanterie-Ersatz-Regiment (mot) 20
- Infanterie-Ersatz-Regiment 30
- Infanterie-Ersatz-Regiment 225
- Artillerie-Ersatz-Regiment 20
- Pionier-Ersatz-Bataillon 20
- Pionier-Ersatz-Bataillon 30
- Fahr-Ersatz-Abteilung 10
- Kraftfahr-Ersatz-Abteilung 10
- Bau-Ersatz-Bataillon 10